# Problem deranžmana
Problem deranžmana (fra. Problème des rencontres), poznat i kao Totalna zbrka, matematički je problem u kombinatorici. Odnosi se na prebrojavanje deranžmana skupa
od {\displaystyle n} elemenata, odnosno na broj {\displaystyle D_{n}} permutacija (bijekcija) skupa od {\displaystyle n} elemenata koje nemaju fiksnih točaka.
Problem se preciznije može izreći ovako: 
Koliko ima permutacija (bijekcija) {\displaystyle f:[1,2,...,n]\rightarrow [1,2,...,n]} bez fiksnih točaka, tj. takvih da vrijedi {\displaystyle f(i)\neq i,i=1,2,...,n}?
Taj broj označavamo s {\displaystyle D_{n}} te vrijedi
{\displaystyle D_{n}=n!(1-{\frac {1}{1!}}+{\frac {1}{2!}}-{\frac {1}{3!}}+\dots +(-1)^{n}{\frac {1}{n!}})}.
Problem totalne zbrke specijalan je slučaj problema pod nazivom Les problème des rencontres, u prijevodu Problem podudaranja. Postavio ga je 1708. francuski matematičar Pierre Rèmond de Montmort (1678. – 1719.), a riješio ga je Nikolaus Bernoulli 1711. godine.